# Дрогобицькі мученики
Блаженні Дрогобицькі мученики: Яким Сеньківський, ЧСВВ (2 липня 1896 року, с. Великі Гаї біля Тернополя — † 26 червня 1941 року, Дрогобич), Северіян Бараник, ЧСВВ (18 липня 1889 року в Угневі, біля Рави (Львівська область — † 26 червня 1941, Дрогобич), Віталій Байрак, ЧСВВ (24 лютого 1907 року, с. Швайківці Чортківського повіту на Тернопільщині — † 16 травня 1946, Дрогобич) — ієромонахи василіянського чину, загинули мученицькою смертю у катівнях НКВС м. Дрогобича у 1940-х роках. Святі Української греко-католицької церкви.

## Життєпис

### БлаженнийЯким Сеньківський
Народився 2 травня 1896 року в багатодітній сім'ї у с. Гаї Великі, що біля Тернополя. Родина Сеньківських з дитинства звикала до важкої фізичної праці на полі. Проте батьки не шкодували грошей на освіту своїх дітей, котрих вони виховували у християнському та патріотичному дусі. Обидва сини з родини Сеньківських — Іван (пізніше — Яким) та Володимир — стали священиками.
Іван (Яким) Сеньківський закінчив богословські студії у Львові.
4 грудня 1921 року в архікатедральному соборі Святого Юра був рукоположений на священника.
Продовжив навчання в м. Інсбруку (Австрійська республіка), де здобув докторський ступінь.
10 липня 1923 року вступив до чину св. Василія Великого у Крехові, 1 березня 1925 року склав перші чернечі обіти, 31 серпня 1930 року склав вічні чернечі обіти.
У 1925—1927 роках о. Яким працював співробітником на парафії с. Краснопуща на Тернопільщині.
У 1927—1931 роках був професором (викладачем) гуманітарних предметів (українознавство, латина, загальна історія, географія) в окружній вищій духовній школі при Свято-Онуфріївському монастирі в с. Лаврові, що на Старосамбірщині. Крім того, йому було доручено викладати катехизм у школах в с. Лінина та с. Лаврів.
1932 року о. Сеньківського призначили здійснювати священиче служіння у м. Львові. Тут він провадив Марійське Товариство та третій Василіанський Чин. У великопосному часі отець виголошував реколекції, а впродовж року здійснював місії. Його авторству належить хроніка Львівського монастиря. Блаженний Яким Сеньківський мав дар від Бога вміло спілкуватись з людьми, особливо з молоддю. Його проникливе пастирське слово під час проповідей вщент наповнювало віруючими місцеві храми.
1939 р. о. Якима Сеньківського призначено ігуменом монастиря оо. василіян у місті Дрогобичі.
З приходом радянської влади в Галичину о. Сеньківський стає символом Церкви й народу в місті Дрогобичі. Своїми проповідями отець Яким умів тримати народ у постійному піднесенні духа й надії на краще завтра. Професора о. Сеньківського радянська влада багаторазово викликала на «розмови», під час яких у нього вимагали припинити душпастирську діяльність у монастирі. Вранці, 26 червня 1941 р. ієромонах Яким Сеньківський відправив останню в своєму житті Святу Літургію. У передобідній час більшовики заарештували його разом із ієромонахом Северином Бараником. Декілька днів перед тим вірні радили священикам якнайшвидше покинути монастирську обитель і перечекати небезпеку. Як свідчать очевидці, о. Яким відповів на це:
|  | Ховатися не буду, а без волі Господньої ні один волосок не впаде з моєї голови. |

29 червня 1941 року, в неділю вранці, ще до приходу німецького війська у місто, населення кинулося до суду й прилеглої до нього в'язниці з надією звільнити своїх рідних, але знайшли лише сотні закатованих тіл. В одній із підвальних келій суду, поміж іншими речами, було знайдено часослов о. Бараника та світлину-поштівку о. Сеньківського. Однак тіло ієромонаха Якима Сеньківського ніхто не знайшов. Очевидці говорили, що його зварили в казані і дали їсти в'язням. Імовірність цього факту велика, адже люди, які тоді сиділи в тюрмі, стверджували, що юшка, якою їх годували, була солодкуватого присмаку і там знаходили людські нігті.

### БлаженнийСеверіян Бараник
Народився 18 липня 1889 року в Угневі на Львівщині.
24 вересни 1904 року вступив до Чину св. Василія Великого у Крехові.
16 травня 1907 року. склав перші чернечі обіти.
21 вересня 1910 року склав вічні чернечі обіти.
14 лютого 1915 року був рукоположений на священника.
Проживаючи у Жовківському монастирі, о. Северіян вів активну душпастирську діяльність. Він працював катехитом, редагував дитячий часопис «Наш приятель», був провідником Товариства Апостольської Молитви та Марійського Товариства для Молоді, настоятелем сиротинця, давав повчальні науки монахам та провадив реколекції для вірних.
1932 р. його було призначено ігуменом монастиря оо. василіан та парохом церкви Святої Трійці в м. Дрогобич. Був енергійним громадським діячем і членом Міської Ради.
З приходом радянських військ у Дрогобич енкаведисти заборонили дрогобицьким василіанам виходити поза монастирську обитель, мотивуючи це вимогами воєнного часу. Вірні радили їм якнайшвидше втекти і перечекати гарячий час, але ієромонахи не хотіли цього слухати.
26 червня 1941 року НКВС забрало його до Дрогобицької тюрми. Більше живими його ніхто не бачив.
Два-три дні пізніше прийшли німецькі війська й дозволили людям шукати своїх рідних на території тюрми. Те, що відкрилось людським очам, було справжнім жахом. Свідок подій того часу Йосиф Ластов'як ділиться спогадами:
|  | В кінці червня 1941 року фронт наблизився до Дрогобича. Більшовицька влада намагалась замести свої сліди. Я бачив позаду тюрми велику яму, яка була замаскована, присипана піском і утрамбована котком. Коли більшовики відступили, прийшли німці, і люди кинулися до тюрем, щоб віднайти своїх рідних. Німці впускали по декілька осіб на територію в'язниці - впізнавати замордованих рідних, а більшість людей стояла під брамою. Я, бувши хлопчиною, біля брами нічого не бачив, тому відійшов набік і виліз на дерево. Був страшний сморід… Я бачив, як німці послали людей розгортати яму, яка була присипана піском. Яма була свіжа, бо люди її розгортали руками і витягували тіла замордованих людей. Біля ями був навіс, а під ним я побачив мертве тіло отця Северіяна Бараника ЧСВВ, що було дуже пошкоджене внаслідок тортур у в'язниці: тіло неприродно напухле, чорне, страшне лице, а батько пізніше розповів, що на грудях був також вирізаний хрест. Тіло о. Бараника я бачив на відстані 10-15 метрів. |

Місце захоронення отця Северіяна Бараника не є остаточно відомим, але численні свідчення вказують на те, що він був похований разом з іншими у «братській» могилі на цвинтарі по вул. М. Грушевського в м. Дрогобичі.

### БлаженнийВіталій Байрак
Народився 24 лютого 1907 року в с. Швайківці Чортківського повіту на Тернопільщині.
1922 року вступив у Чортківську гімназію, де виявив себе зразковим гімназистом та активним організатором громадської роботи.
4 вересня 1924 року вступив до монастиря оо. василіян. Підчас новіціату в Крехові та підготовки при монастирях у Лаврові, Добромилі та Кристинополі (нині Шептицький) вивчає філософію та богослов'я.
26 лютого 1933 року склав вічні чернечі обіти.
13 серпня 1933 року рукоположений на священика у Жовківському монастирі .
У Жовкві о. Віталій Байрак провадив парафіяльне життя в церкві Пресвятого Серця Ісусового. Його призначають заступником ігумена і доручено парафіяльну канцелярію. Провадить Марійську Дружину та очолює Товариство апостольства Молитви гідної смерті.
У червні 1941 року його було призначено ігуменом Дрогобицького монастиря замість страченого більшовиками о. Якима Сеньківського. Тут о. Віталій вів активну душпастирську роботу та провадив ті ж товариства, що й у Жовкві.
17 вересня 1945 року арештований Управлінням НКВС Дрогобицької області. Рішенням військового трибуналу НКВС Дрогобицької області від 13 листопада 1945 року він був засуджений до восьми років позбавлення волі з конфіскацією майна. Свідок пан Василенко, котрий у 1946 р. намагався передати о. Віталію освячені пасхальні страви, розповідав, що о. Віталія дуже били і приносили до камери на простирадлі. Загинув о. Віталій Байрак від рук НКВС в Дрогобицькій тюрмі 16 травня 1946 року.
Реабілітований посмертно прокуратурою Львівської області 14 серпня 1995 року.

## Вшанування

### Беатифікація
24 квітня 2001 р. у присутності Його Святості папи Івана-Павла ІІ у Ватикані проголошено декрети мучеництва, героїчних чеснот та чуд 52 слуг Божих. Декрети стосувалися о. Якима Сеньківського ЧСВВ, о. ,Северіяна Бараника ЧСВВ, о. Віталій Байрак ЧСВВ в числі 28 слуг Божих Української Греко-Католицької Церкви. Одним із декретів стверджено мучеництво 26 кандидатів архиєпархіального процесу, завершеного у Львові 2 березня.
Передана звідти документація на кожного з них містила життєпис, відомості про мученицьку смерть, а також богословський аналіз його праць, якщо такі були.
27 червня 2001 року, під час пастирського візиту в Україну Святіший Отець на полі львівського іподрому під час Божественної Літургії у візантійсько-слов'янському обряді проголосив блаженними (у східному розумінні — святими) о. Якима Сеньківського ЧСВВ, о. ,Северіяна Бараника ЧсВВ, о. Віталій Байрак ЧСВВ серед 28 українських мучеників і вірних слуг Божих УГКЦ. Вперше чин беатифікації за латинським обрядом звершено на українській землі, вперше — в контексті східної Літургії.
До гідності блаженних (тобто святих) піднесено мучеників УГКЦ спеціальною формулою беатифікації:
|  | Нашою апостольською владою ми дозволяємо, щоб відтепер і надалі всечесних Слуг Божих величати блаженними і щоб їхні свята (празники) святкували кожного року у місцях і відповідно до чину. |

При беатифікації Святіший Отець наголосив на значенні жертви цих мучеників:

|  | Як пшеничне зерно, падаючи в землю, вмирає, щоб дати життя рясному колоссю, так і вони пожертвували своїм життям, щоб Божанива родила і приносила новий і щедріший врожай. |

- Файл:Іван Павло ІІ Літургія у Львові 1.jpg
- Файл:Іван Павло ІІ Літургія у Львові 2.jpg
- Файл:Іван Павло ІІ Літургія у Львові 3.jpg
- Файл:Іван Павло ІІ Літургія у Львові 4.jpg
- Файл:Іван Павло ІІ Літургія у Львові 5.jpg
- Файл:Іван Павло ІІ Літургія у Львові 6.jpg
- Файл:Іван Павло ІІ Літургія у Львові 7.jpg
- Файл:Іван Павло ІІ Літургія у Львові 8.jpg
- Файл:Іван Павло ІІ Літургія у Львові 9.jpg

### Церква блаженних Дрогобицьких священомучеників
27 червня 2010 року Божого у м. Дрогобичі на вул. Є. Коновальця 7 владика Юліян (Вороновський) освятив перший храм в честь блаженних Дрогобицьких мучеників.

Освячення храму Блаженних Священномучеників Северина, Віталія і Якима, єромонахів ДрогобицькихОсвячення храму Блаженних Священномучеників Северина, Віталія і Якима, єромонахів Дрогобицьких

### Дрогобицька духовна семінарія блаженних священномучеників Северіяна, Віталія та Якима(УГКЦ)
Дрогобицька духовна семінарія — вищий навчальний заклад УГКЦ в м. Дрогобич, створений, як самостійна структурна одиниця у вересні 2003 із реорганізації Катехитичного Інституту.
У 2003 році богословський факультет Єпархіального катехитичного інституту було відокремлено в самостійний заклад під назвою — Дрогобицька Духовна Семінарія блаженних священномучеників Северина, Якима та Віталія.
Був прийнятий окремий Статут та Устав семінарії.

### Молитва
Після зачислення Дрогобицьких мучеників до лику блаженних було укладено акафіст в їх честь та написано ікону.
|  | Святі преблаженні Святотроїцькі мученики Северіяне, Віталіє і Йоакиме! Почуйте щиру молитву нашу. Як і всі ми, ви у свій час, наслухавшись про подвиги славні давніх страстотерпців, у серці своїм помишляли, як добре і похвально наслідувати тих, кого ні люті муки, ні навіть смерть не розлучили від любові Божої. Блаженні ви, що вас Господь сподобив воістину наслідувати їхню віру й терпеливість. А що випробування подібне може спіткати й нас, то моліть ви Бога, хай дарує нам мужність вашу і любов всепальну. Моліте Бога за Батьківщину, за Церкву, за народ, за єдність. Хоча ми недостойні милості Божої, просіть, щоб заради ваших страждань, дарував нам благодать, щоби могли ми єдиними устами і єдиним серцем славити Бога в Тройці Пресвятій, нині, і повсякчас, і на віки віків. Амінь. |